# Thierry Fortineau
Thierry Fortineau (* 9. Februar 1953 in Nantes; † 8. Februar 2006 in Paris) war ein französischer Schauspieler.
Thierry Fortineau spielte seine ersten Rollen Mitte der 1970er Jahre in Fernsehproduktionen. Seit Ende der 1980er Jahre sah man ihn auch vermehrt auf der Kinoleinwand. Für den Film Sommerkomödie (Comédie d'été, 1989) wurde er 1990 für den César als bester männlicher Nachwuchsschauspieler nominiert. Weitere bedeutende Rollen waren in Höllenglut (Le Brasier, 1991) und Flucht durch die Wolken (La fille de l'air, 1992). 2003 gewann er für seinen Auftritt im Stück Gros-Câlin den Theaterpreis „Molière“ in der Kategorie Hauptdarsteller.
Thierry Fortineau war mit der niederländischen Schauspielerin Maruschka Detmers verheiratet. Aus dieser Beziehung stammt eine Tochter, die 1991 geborene Schauspielerin Jade Fortineau.

## Filmografie (Auswahl)
- 1989: Sommerkomödie (Comédie d'été)
- 1989: Bitter und süß (Doux amer)
- 1991: Höllenglut (Le Brasier)
- 1992: Flucht durch die Wolken (La fille de l'air)
- 1993: Jules Ferry
- 1997: Die Liebenden von Red River (Les amants de Rivière Rouge, Miniserie)